# Monica Clay

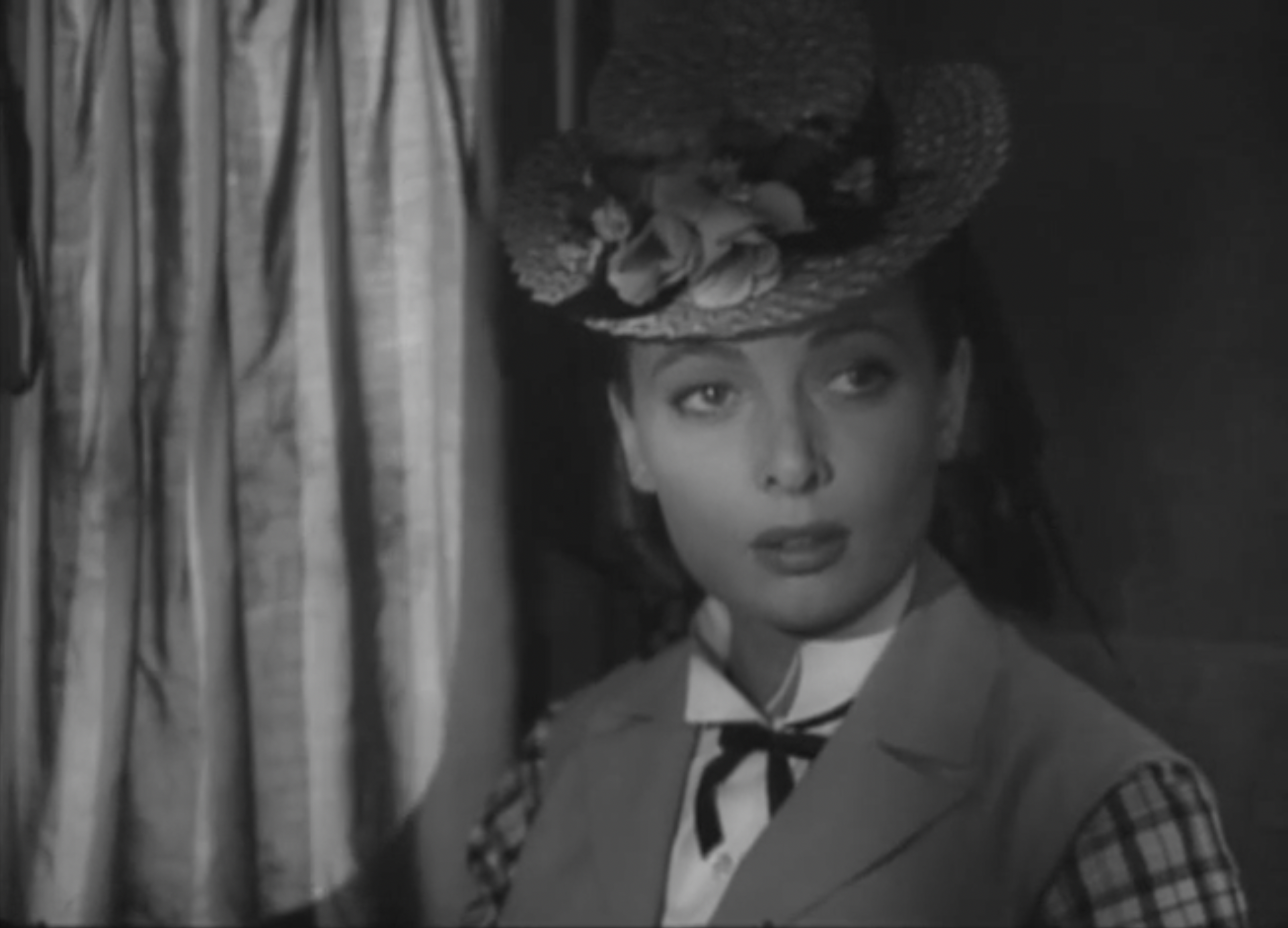
Monica Clay im Film „Cavallina storna“ (1953)

Monica Clay (* 1929 in Forlì) ist eine italienische ehemalige Schauspielerin.

## Leben
Die auffallende, hübsche, elegante Schauspielerin spielte zwischen 1951 und 1954 in sieben Filmen, zu Beginn in Hauptrollen, die ihr aber kaum Gelegenheit boten, über die Figur des schmückenden Beiwerkes hinauszukommen. Ihre beste Rolle war dabei wohl die der Dignora Illuminato in Giuseppe De Santis’ Fluch der Schönheit (1953), die allerdings am Schneidetisch deutlich gekürzt wurde. Auch in Michelangelo Antonionis Die große Rolle aus demselben Jahr hinterließ Clay Eindruck. Nach der Ehefrau Ettore Mannis im Kriegsfilm Divisione Folgore kehrte sie dem Filmgeschäft den Rücken.

## Filmografie (Auswahl)
- 1951: Signori, in carrozza!
- 1953: Die große Rolle (La signora senza camelie)
- 1953: Fluch der Schönheit (Un marito per Anna Zaccheo)
- 1954: El Alamein (Divisione Folgore)